# Robert Krünert
Emil Karl Robert Krünert (* 14. April 1866 in Berlin; † 16. Juni 1945 in Berlin) war ein deutscher Fechter. Er nahm an den Olympischen Zwischenspielen 1906 und den Olympischen Spielen 1908 in London teil. Sein Verein war der Deutsch-Italienische Fechtclub Berlin.

## Leben und Erfolge
Robert Krünert wurde bei einem 1906 in Berlin veranstalteten Turnier 3. mit dem Säbel. Im selben Jahr focht er im Säbeleinzel bei den Olympischen Zwischenspielen in Athen. Sowohl im Wettbewerb auf drei Treffer als auch im Säbelwettbewerb auf einen Treffer schied er in der ersten Runde aus.
Im Jahr 1908 nahm er an den Olympischen Spielen in London teil, bei denen er sowohl im Degeneinzel als auch mit dem Säbel in der ersten Runde ausschied. Mit der Säbelmannschaft belegte er zusammen mit Jakob Erckrath de Bary, Fritz Jack und August Petri den geteilten 5. Platz.
Krünert war in Berlin als städtischer Lehrer tätig. Er war Mitglied der Turnvereinigung Berliner Lehrer.